# Teodor Witkowski
Teodor Witkowski (ur. 3 września 1891 w Sobótce, zm. 16 grudnia 1952 w Poznaniu) – polski urzędnik kolejowy, polityk i działacz związkowy, poseł na Sejm III kadencji w II RP z ramienia Stronnictwa Narodowego.

## Życiorys
Syn Bolesława, listonosza, i Marianny z Lewandowskich. Był starszym referentem i kierownikiem działu rewizyjnego w Wydziale Kontroli Dochodów Okręgowej Dyrekcji Kolei Państwowej w Poznaniu. W wyborach w 1930 został wybrany posłem z listy państwowej Stronnictwa Narodowego. Był prezesem Zjednoczenia Kolejowców Polskich w Poznaniu oraz członkiem zarządu okręgowego i centralnego Zjednoczenia Zawodowego „Praca Polska”. W 1933 został wybrany zastępcą radnego Poznania. W 1939 był członkiem zarządu okręgu wileńskiego Związku Umysłowych Pracowników Kolejowych.